# Sztafeta ze zniczem olimpijskim

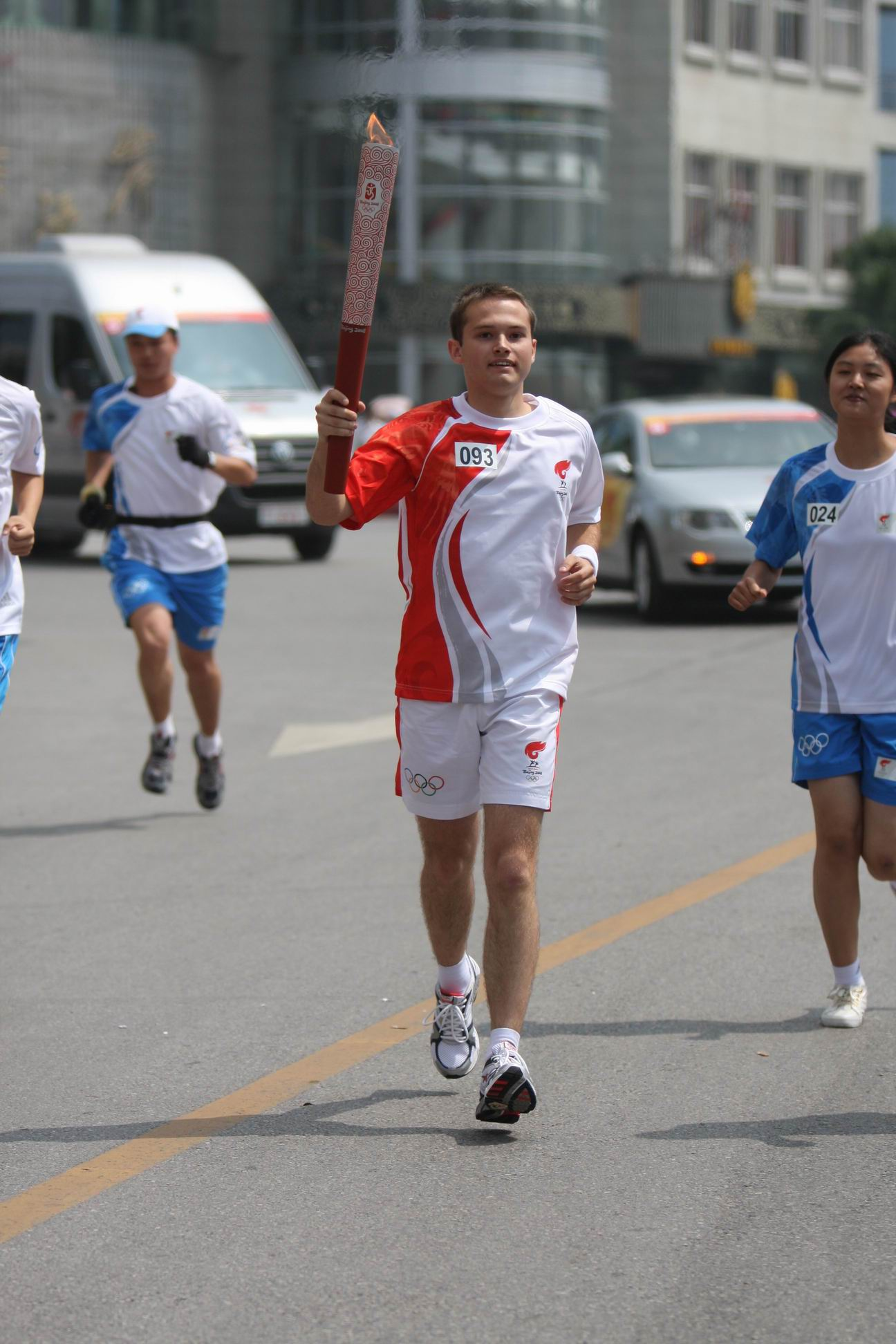
Polski uczestnik sztafety olimpijskiej w Guilin 6 czerwca 2008

Sztafeta z pochodnią olimpijską – ceremonia poprzedzająca otwarcie igrzysk olimpijskich. Polega na przeniesieniu ognia olimpijskiego zapalonego w Olimpii w Grecji do miejsca igrzysk, gdzie służy do zapalenia znicza olimpijskiego podczas uroczystego otwarcia igrzysk.

## Historia
Inicjatywa przeniesienia ognia olimpijskiego z Olimpii została zgłoszona przez Ioannisa Ketseasa z Grecji i Carla Diema z Niemiec w 1934 i zaaprobowana przez Międzynarodowy Komitet Olimpijski. Po raz pierwszy sztafeta ze zniczem poprzedzała otwarcie Igrzysk Olimpijskich w Berlinie w 1936. Liczyła 3075 biegaczy, którzy łącznie przebiegli 3075 km przez siedem państw podczas 11 dni i 12 nocy.
Na zimowych igrzyskach olimpijskich sztafeta po raz pierwszy pojawiła się w 1952 w Oslo. Ogień nie był jednak zapalony w Grecji, lecz w Norwegii.
Najdłuższa trasa sztafety ze zniczem to 137 000 km podczas 130 dni przed Igrzyskami Olimpijskimi w Pekinie w 2008. Sztafeta wzbudziła wówczas protesty zwolenników praw człowieka w związku z zamieszkami w Tybecie.